# 普雷尼亚克
普雷尼亚克（法語：Preignac，法語發音：[pʁɛɲak]）是法国吉伦特省的一个市镇，属于朗贡区。

## 地理
普雷尼亚克（44°35'6"N, 0°17'43"W）面积13.26 平方千米，位于法国新阿基坦大区吉倫特省，该省份为法国西南部沿海省份，是法國本土面积最大的省，北起滨海夏朗德省，西临大西洋，南至朗德省，东南接洛特-加龍省，东临多爾多涅省。
与普雷尼亚克接壤的市镇（或旧市镇、城区）包括：巴尔萨克、博姆、索泰尔讷、法尔格、锡龙河畔皮若勒、圣克鲁瓦迪蒙、图莱讷、韦尔德莱。
普雷尼亚克的时区为UTC+01:00、UTC+02:00（夏令时）。

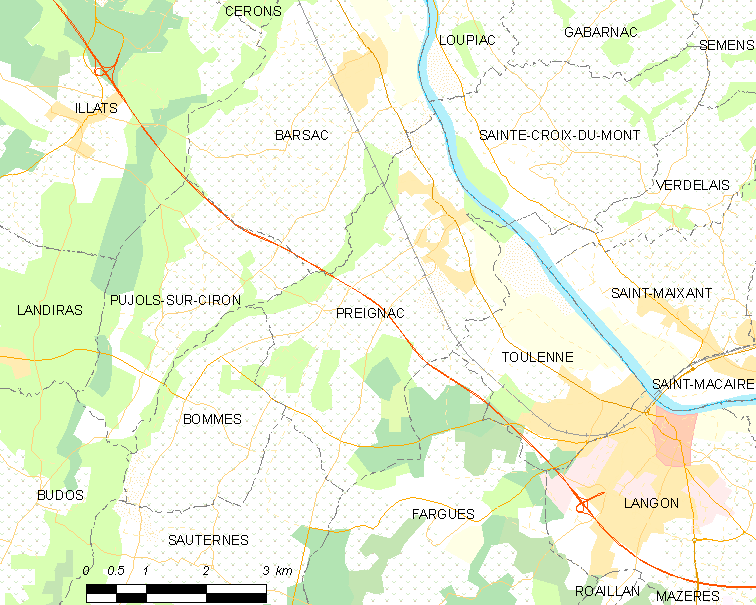
普雷尼亚克的OSM定位图

## 行政
普雷尼亚克的邮政编码为33210，INSEE市镇编码为33337。

## 政治
普雷尼亚克所属的省级选区为砂砾荒原县。

## 人口

1962-2008年间普雷尼亚克人口变化图示

普雷尼亚克于2022年1月1日时的人口数量为2140人。